# いわき三和トンネル

いわき三和トンネル（いわきみわトンネル）は、福島県いわき市三和町にある国道49号のトンネルである。

## 概要
- 起点 : いわき市三和町渡戸
- 終点 : いわき市三和町中寺
- 延長 : 1.7km、うちトンネル部743m
- 全幅 : 12.5m、うちトンネル部11.25m
- 最大勾配 : 2.5%(トンネル部 : 0.5%)
- 設計速度 : 60km/h
- 開通 ：2010年8月29日

## 沿革
現在のいわき市三和町渡戸から三和町中寺に至る道路は、江戸時代より三坂街道と呼ばれていた街道であり1923年に県道に指定されたが、好間川に沿うカーブの続く線形に加え、沿線に家屋が密集する狭隘な路線であった。1958年に二級国道115号に、1962年に一級国道49号に指定されたことにより整備が進展し、集落北側の山腹を貫くトンネルが計画され、1962年9月に着工、1964年6月に開通し三和トンネルと名付けられた。全長250m、幅員7m、高さ5.8mであり、トンネル全長を短くするために山の中腹にトンネルが建設されたため、東西両側合わせて1,495mの取付道路にて坑口まで登る。1965年には三和町合戸から三和町下市萱までの舗装工事が完了し、以後登坂車線や落石防護壁などの設置も行われてきたが、老朽化に加えトンネル断面積の不備と取り付け道路の急勾配が指摘されるようになる。小名浜港や茨城県内の各港湾が国際貿易港として発展し、郡山市のJR東北本線郡山貨物ターミナル駅や東北自動車道へのコンテナ輸送が増大していたが、三和トンネルの狭い断面積により、ISO国際規格の背高海上コンテナを運搬するトレーラートラックがトンネル内ですれ違うことができないため、通行料のかかる磐越自動車道や、石川郡石川町へ迂回する福島県道14号いわき石川線御斎所街道・国道118号が利用されていた。また、取り付け部分が約5.0％の急勾配で、掘割であり日当たりも悪いことから冬期の路面凍結により、スリップによる立ち往生や、麓の旧街道との交差点での追突事故が多発していた。これらの解決のために2004年度に従来の三和トンネルの南側に新たなトンネルを建設する事業が着手され、2007年度に工事着手された。計画当初は新三和トンネルの仮称であったが、公募によりいわき三和トンネルと命名された。当初は2010年8月4日の供用開始の予定だったが、関連工事により1名が死亡する事故が発生し、原因究明と再発防止策の策定が必要になったことから延期となり、同月29日に開通した。なお、旧トンネルは現在封鎖されており、通行はできない。